# Fiskarna (stjärnbild)
För andra betydelser, se Fisk (olika betydelser).
Fiskarna (Pisces på latin och Piscium i genitiv) är en ganska ljussvag stjärnbild på ekliptikan  som inrymmer vårdagjämningspunkten. Den är en av de 88 moderna stjärnbilderna som erkänns av den Internationella Astronomiska Unionen.

## Historik
Fiskarna var en av de 48 konstellationerna som listades av astronomen Klaudios Ptolemaios i hans samlingsverk Almagest. 

## Mytologi
Enligt myten badade gudinnan Venus och hennes son Cupido, när de plötsligt upptäcktes av ett monster. För att undkomma monstret förvandlade de sig till fiskar, och för att inte skiljas från varandra förenade de sig med två hopknutna repändar.

## Stjärnor

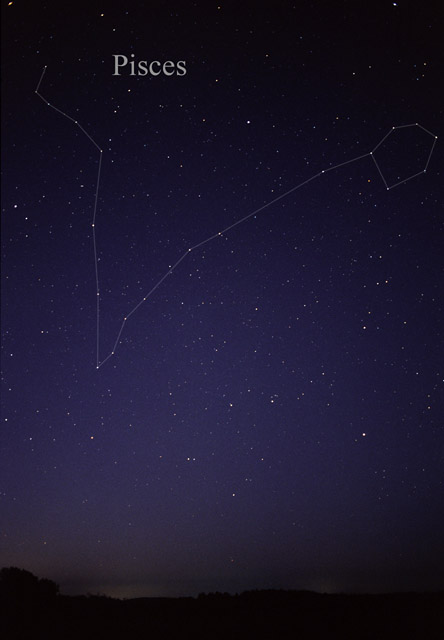
Stjärnbilden Fiskarna (Pisces) som den kan ses med blotta ögat.

Fiskarna är en av Zodiakens blekaste stjärnbilder. Konstellationens ljusstarkaste stjärnor är av magnitud 4. De bildar ett tydligt mönster med fisklinorna utgående från utkanten längst motsols, den ena fisklinan går norrut till den nordligare fisken, den andra fisklinan mot den sydligare fisken (ej att förblanda med stjärnbilden Södra fisken), som utgör en mycket lätt igenkännbar cirkel av stjärnor. Den nordligare fisken är dock mycket svårare att känna igen.
- η - Eta Piscium (Kullat Nunu) är ljusstarkast i stjärnbilden med magnitud 3,62 och spektralklass G7 IIa.[5]
- γ - Gamma Piscium är en gul jättestjärna med spektralklass G9 III och magnitud 3,70.
- ω - Omega Piscium är en gulvit underjätte av spektralklass F4 IV och magnitud 4,04.
- ι - Jota Piscium är en gulvit dvärgstjärna av spektralklass F7 V och magnitud 4,13.
- ο - Omikron Piscium är en gul jätte av spektralklass G8 III och magnitud 4,26. I 1515 års latinska upplaga av Almagest, trycktes i Venedig listas stjärnan med ett egennamnet Torcularis septentrionalis.
- α - Alfa Piscium (Alrescha) är en dubbelstjärna med avståndet 1,8 " mellan komponenterna. Dessa är av spektralklass A0p och A3m och magnituderna 4,33 och 5,23. Komponenterna har också ibland nämnts med egennamnen Kaitain och Okda. Alrescha är arabiska och betyder repet, medan Okda betyder knuten. Den kan alltså visualiseras som knuten som binder ihop linan norrut, och linan i medsols riktning.
- ε - Epsilon Piscium är en orange jätte av magnitud 4,28.
- θ - Theta Piscium är en annan orange jättestjärna med magnitud 4,27.
- δ - Delta Piscium är en dubbelstjärna med magnitud 4,43, som ligger två grader från ekliptikan. Den förmörkas därför regelbundet av månen.
- ν - Ny Piscium är ännu en orange jätte med magnitud 4,45. Stjärna har tidigare haft beteckningen 51 Ceti.
- β -Beta Piscium (Fum al Samakah) är en blåvit stjärna i huvudserien med spektralklass B6 Ve och magnitud 4,53.
- Van Maanens stjärna är en närbelägen vit dvärg och den första ensamma vita dvärg som upptäckts. Tidigare kända vita dvärgar Sirius B och Procyon B, är medlemmar i dubbelstjärnsystem som innehåller ljusstarka vita stjärnor. Van Maanens stjärna ligger på 14,1 ljusårs avstånd, och har en magnitud på 12,37. Dess radie är cirka 7000 kilometer, vilket är något större än jordens radie. Dess massa är däremot omkring 70 procent av solens massa. Således är dess densitet mycket hög, någonstans i trakten av miljoner kilo per kubikdecimeter. Den har en stor egenrörelse, hela 2,98" om året.

## Djuprymdsobjekt

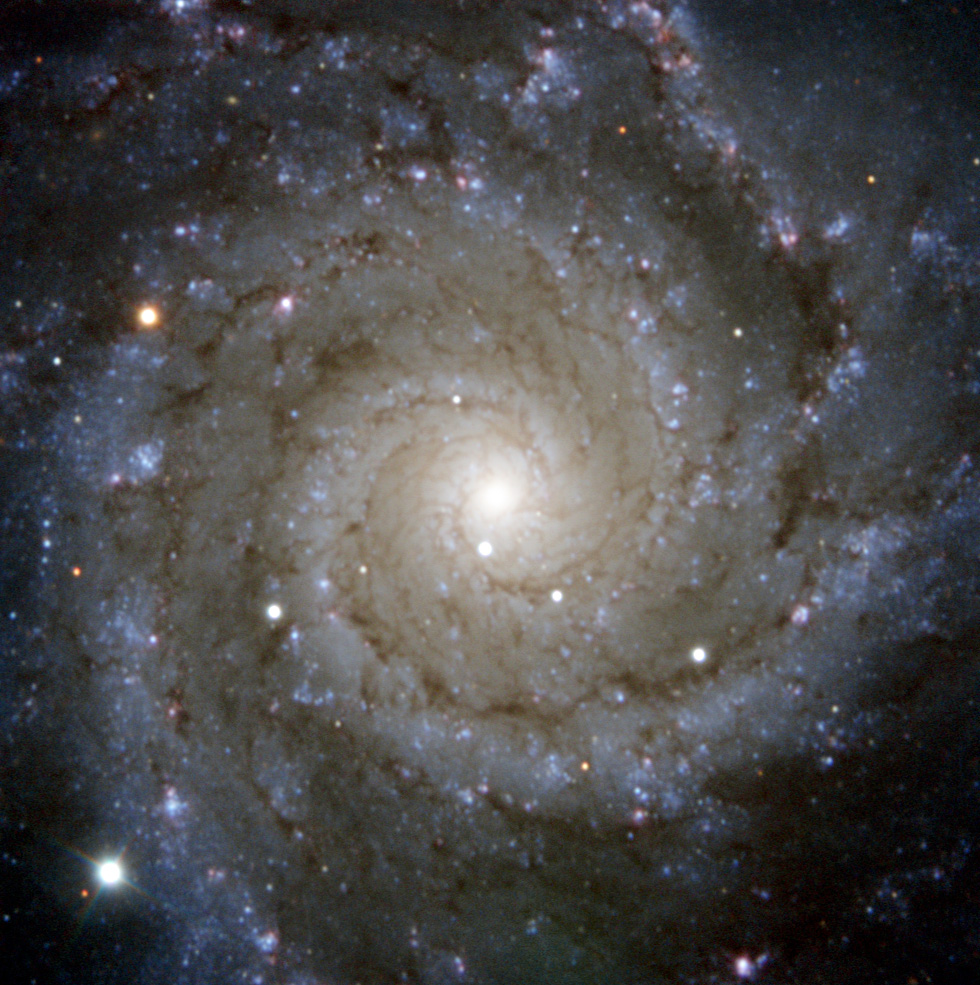
Spiralgalaxen M74 med supernovan SN2013ej nere till vänster.

Stjärnbilden innehåller ett Messierobjekt, men är i övrigt fattig på deep sky-objekt.

### Galaxer
- Messier 74 (NGC 628) är en frontalvänd spiralgalax av magnitud 9,39 med två tydliga spiralarmar som används som ett skolexempel på spiralgalaxers struktur. M74 tillhör de Messierobjekt som är svårast att observera för amatörastronomer, på grund av galaxens låga ljusstyrka. För professionella astronomer är den däremot ett idealiskt observationsobjekt främst tack vare att galaxen är frontalvänd så att man har en perfekt vy över den.
- NGC 488 är en frontalvänd spiralgalax.
- NGC 520 är ett par av växelverkande spiralgalaxer.